# Enrique Estévez Ochoa
Enrique Estévez Ochoa (Puerto de Santa María, Andalusia, 1891 - Palma, Mallorca, 1978) fou un artista. Va estudiar a Mallorca i a Màlaga. Passà per Sevilla i per Madrid, on portà una vida bohèmia i compartí un estudi amb Lluís Bagaria. Residí també a París (1914), Bilbao i Barcelona, on s'establí vers el 1918, hi exposà i s'uní a la pintora Carme Osés. Treballà al Brasil i a l'Uruguai. Fou premiat a la Biennal de Venècia, a l'Exposició Internacional d'Art Sacre de Roma i al Salón de Otoño de Madrid (1968 - 1969). S'instal·là a Mallorca, i feu murals a Son Galceran (casa senyorial mallorquina) sobre el tema del Romancero Gitano del seu amic García Lorca (1950). El 1975 diversos artistes participaren en una exposició col·lectiva a Palma en honor seu. Conreà també la il·lustració. Fou un personatge pintoresc i d'una gran versatilitat estilística, destaquen les seves composicions d'un simbolisme relacionat amb temes musicals.